# Silvana Cruciata
Silvana Cruciata (Napoli, 15 febbraio 1953) è un'ex mezzofondista e maratoneta italiana, che vanta una partecipazione ai Giochi olimpici di Montréal 1976 e quale miglior risultato in carriera un 3º posto in Coppa del mondo nel 1981 a Roma sui 3000 m.
Vanta inoltre tre medaglie ai Campionati del mondo di corsa campestre (IAAF World Cross Country Championships) e cinque titoli nazionali assoluti. Detentrice, dal 1981, della miglior prestazione europea sull'ora con la distanza percorsa di 18.084 metri.

## Biografia
Maratoneta, correva per i colori della Fiamma Logan Roma. Nel 1978 è campionessa italiana nei 1.500 metri. Nel 1980 è stata primatista italiana della maratona con il tempo di 2 ore 44 primi e 31 secondi. Nel 1981 stabilì il record mondiale femminile dell'ora di corsa, con km 18,084.

### Carriera
Medaglia di bronzo ai Campionati del mondo di Corsa campestre a squadre a Madrid nel 1981.
Vince due volte la medaglia d'argento ai Campionati Mondiali di Cross di Monza 1974 e di Chepstow 1976. Vince, con il tempo di 8'57"10,la medaglia di bronzo nei 3000m alla Coppa del Mondo di Roma nel 1981. Si classifica al terzo posto alla Coppa Europa di Bodø nel 1981 nei 3000 m con il tempo di 8'47"10.
Nel 1974 vince il titolo italiano sui 3000 m con il tempo di 9'22"8 e, sempre sulla stessa distanza, si ripete nel 1978 (9'05"1) e nel 1981 (8'50"74). Nel 1978 si aggiudica il titolo italiano indoor nei 1500m con il tempo di 4'18"80. Nel 1981 vince il titolo italiano della maratona con il tempo di 2h45'23.
Nel 1974 prende parte ai Campionati Europei di Roma 1974 dov'è eliminata in batteria nei 1500 m con il tempo di 4'22"6. Nel 1976 prende parte alle Olimpiadi di Montreal dov'è eliminata nella batteria nei 1500 m con il tempo di 4'16"78.
Nel 1978. stabilisce una serie di primati italiani durante il corso della stagione indoor. Al meeting internazionale di Milano, con il tempo di 2'06"1, migliora il limite italiano degli 800 metri di Donata Govoni (2'06"3); nel Triangolare Italia-Belgio-Spagna,  stabilisce il nuovo record nazionale dei 1500 metri con il tempo di 4'21"4 (prec. Margherita Gargano, 4'24"9). Sulla stessa distanza, il limite è nuovamente migliorato in 4'18"5 in occasione dei Campionati Italiani di Milano. Grazie a queste performance, la Cruciata prende parte ai Campionati Europei indoor di Milano e si classifica al 5º posto nei 1500 m con il nuovo primato italiano di 4'12'5, in una gara impossibile dominata dalle rumene Sila (4'07"1) e Marasescu (4'07"4), mentre non raggiunge la finale negli 800 metri, nonostante il nuovo limite italiano fissato a 2'04"7.
Nel 1981, a Roma, con il tempo di 8'46"8  (passaggi: 2'54"06 ai 1000m; 5'50"0 ai 2000m; 1'09"9 negli ultimi 400m) toglie il record italiano a Gabriella Dorio (8'50"0) sui 3000 metri, mentre manca per un decimo quello sul Miglio, correndo, nella riunione internazionale di Stoccolma, la gara in 4'24"60 (4'23"39 è il record della Dorio), gara che vince battendo la norvegese Grete Waitz. Sempre nello stesso anno, a Roma, stabilisce la migliore prestazione mondiale sull'ora di pista percorrendo 18.084 m, record che resiste tutt'oggi, come miglior prestazione europea. Nel passaggio ai 10000 metri, la Cruciata stabilisce il record italiano col tempo di 33'02"0 (prec. 33'39"0 Paola Pigni). Convocata per la Coppa del Mondo, si aggiudica sui 3000 metri,  in una gara di grande agonismo, la medaglia di bronzo col tempo di 8'57"10, alle spalle della tedesca Zauber (8'54"89) e della rumena Maricica Puica (8'55"80).

## Palmarès
| Anno | Manifestazione  | Sede     | Evento     | Risultato   | Prestazione | Note  |
| ---- | --------------- | -------- | ---------- | ----------- | ----------- | ----- |
| 1976 | Giochi olimpici | Montréal | 1500 metri | elim. batt. | 4'16"78     |       |
| 1978 | Europei indoor  | Milano   | 1500 metri | 5ª          | 4'12"5      | [ 4 ] |

## Campionati nazionali
Vanta 5 titoli assoluti, 4 outdoor e 1 indoor.

## Altre competizioni internazionali
1976
- Oro alla Stramilano ( Milano) - 1h15'27"

1977
- Oro alla Stramilano ( Milano) - 1h22'05"

1978
- Oro alla Stramilano ( Milano) - 1h18'44"

1981
- Oro al Bauhaus-Galan ( Stoccolma), miglio - 4'24"60

## Record
Miglior prestazioni mondiali
- Mezza maratona: 1h22'05" ( Milano, 3 aprile 1977)[5]
- Mezza maratona: 1h18'44" ( Milano, 16 aprile 1978)[5]
- 1 ora: 18.084 ( Roma, 4 maggio 1981)[2][6][7]
- 15 km: 49'44"0 ( Roma, 4 maggio 1981)[8]

Migliori prestazioni europee
- 1 ora: 18.084 ( Roma, 4 maggio 1981)[2][9]

Nazionali
Ha stabilito il record italiano di maratona in due occasioni, 1976 e 1980

## Primati personali
- 800m 2'02"37 (1981)[11], 2'04"70 indoor (1978)
- 1000m 2'37"0 (1981)
- 1500m 4'03"88 (1981)[11] 4'12"50 indoor (1978)
- Miglio 4'24"60 (1981)[12]
- 2000m 5'50"5 (1981)
- 3000m 8'46"8 (1981)[11]
- 5000m 16'27"5 (1980)
- 10000m 33'02"0 (1981)[11]
- 15000m 49'44"0 (1981)
- Maratona 2h44'31 (1980)